# Анфим (Кукуридис)
Митрополит Анфим (греч. Μητροπολίτης Άνθιμος; в миру Хри́стос Кукури́дис, греч. Χρήστος Κουκουρίδης; род. 2 января 1962, Александруполис) — епископ Константинопольской православной церкви, митрополит Александрупольский (с 2004).

## Биография
Родился 2 января 1962 года в Александруполисе, Греция, в семье беженцев из Мегариси Кессанис в Восточной Фракии.
В 1981 году он учился в церковной школе Ксанти, в 1983 году получил степень педагогической академии Зарифейо в Александруполисе, а затем поступил в богословскую школу Университета Аристотеля в Салониках, которую окончил со степенью в 1987 году.
6 октября 1985 года он был рукоположен в сан диакона митрополитом Александрупольским Анфимом (Руссасом) с наречением имени Анфим. В 1989 году он был рукоположен в сан пресвитера и назначен клириком Митрополичьей церкви Святого Николая Александруполисского. В 1990 году он был назначен протосинкеллом Александрупольской митрополии, а в 2000 году — настоятелем митрополичьей церкви.
С 1993 года он был духовным руководителем лагерей Александрупольской митрополии, а с 2000 года — членом духовного совета монастыря Святого Иоанна Богослова на Эвросе.
В течение ряда лет он вел радио- и телевизионные передачи на местных региональных станциях. Неоднократно посещал Константинопольский, Александрийский (2008), Антиохийский (2009) патриархаты, а также Иерусалимский, Синайский и Православные церкви Болгарии, Румынии. Великобританию, Францию, Италию и Америку.
6 октября 2004 года был избран для рукоположения в сан епископа. 9 октября 2004 года состоялась его архиерейская хиротония в митрополита Александрупольского.
27 ноября 2004 года участвовал в богослужении Патриарха Варфоломея в Риме по случаю возвращения мощей святых Иоанна Златоуста и Григория Богослова в Константинополь.